# HD 143584
HD 143584，又名BD+50 2239，SAO 29737、HR 5964，是一颗恒星，视星等为6.05，位于銀經78.49，銀緯47.77，其B1900.0坐标为赤經15h 56m 14s，赤緯+50° 47.77′ 57″。